# Manu Katché
Manu Katché, właśc. Emmanuel Katché (ur. 27 października 1958 w Saint-Maur-des-Fossés) – francuski muzyk specjalizujący się w grze na instrumentach perkusyjnych, poza tym kompozytor, wokalista, autor tekstów i producent muzyczny.
Uznanie zyskał w połowie lat 80., współpracując z Peterem Gabrielem i Stingiem. Wydany w roku 1986 album Gabriela So odniósł duży komercyjny sukces, co miało znaczny wpływ na dalszy rozwój kariery Manu Katché. W późniejszych latach współpracował z tak uznanymi artystami, jak m.in. Afro Celt Sound System, Jeff Beck, Al Di Meola, Dire Straits, Jan Garbarek, Manu Chao, Loreena McKennitt, Youssou N’Dour, Robbie Robertson, Joe Satriani, Tori Amos, Tracy Chapman, Richard Wright, Joni Mitchell, Simple Minds, Anna Maria Jopek, Tears for Fears, Joan Armatrading, Manu Dibango, Gloria Estefan, Francis Cabrel czy Stephan Eicher. 
W roku 2016 był gwiazdą 10 edycji Drums Fusion (Festiwalu Sztuki Perkusyjnej) odbywającego się w Bydgoszczy. 

## Wybrana dyskografia
| It's About Time                                                                           | - Data: 1991 - Wydawca: Sacre, BMG, Ariola  | –   | –  | –  | –  |
| Neighbourhood (oraz Tomasz Stańko, Jan Garbarek, Marcin Wasilewski i Sławomir Kurkiewicz) | - Data: 23 września 2005 - Wydawca: ECM     | 72  | –  | –  | 41 |
| Playground                                                                                | - Data: 25 września 2007 - Wydawca: ECM     | 43  | 86 | –  | –  |
| Third Round                                                                               | - Data: 19 marca 2010 - Wydawca: ECM        | 58  | 76 | 87 | –  |
| Manu Katché                                                                               | - Data: 19 października 2012 - Wydawca: ECM | 116 | 70 | –  | –  |
| Unstatic                                                                                  | - Data: 11 marca 2016 - Wydawca: Anteprima  | 66  | –  | –  | –  |
| „–” oznacza, że album nie był notowany.                                                   |                                             |     |    |    |    |